# Power Mac G4
A Power Mac G4 személyi számítógép sorozat, amelyeket az Apple Computer tervezett, gyártott és értékesített 1999 és 2004 között a Power Macintosh termékcsalád részeként. A PowerPC G4 processzor-sorozat köré épülő Power Mac G4-et az Apple az első „személyi szuperszámítógépként” forgalmazta, amely 4-20 gigaFLOPS sebességet ért el. Ez volt az első létező Macintosh-termék, amelyet hivatalosan „Mac” névre hallgatott, és ez az utolsó olyan Mac, amely képes volt a klasszikus Mac OS rendszer betöltésére.
A Power Macintosh G3 (kék-fehér) burkolati stílusa a Power Mac G4 teljes ötéves gyártási ciklusa alatt megmaradt, bár jelentős változtatásokkal, hogy megfeleljen az Apple fejlődő ipari tervezésének és a növekvő hűtési igényeknek. A Power Mac G5 bevezetésével a G4 megszűnt.
A Power Mac G4 Cube gépet külön szócikk mutatja be.

### 1. generáció: Grafit

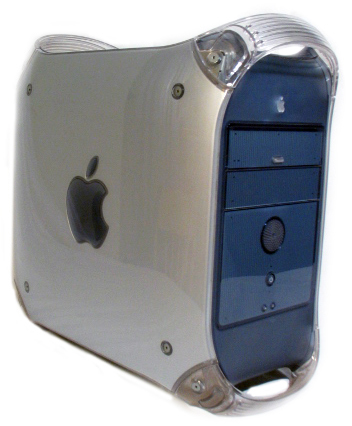
Power Mac G4. A grafit elnevezést az oldalszínéről kapta. A Power Mac G4 fogantyúit tartó csavarok esete mutatja, mennyire fontos volt Steve Jobs és az Apple számára, hogy a ház is tökéletes legyen. A formatervező Ive azt akarta, hogy ezek a csavarok tökéletesen belesimuljanak a fogantyúba, amely itt kicsit domború volt. Jobs helyettese, a hardver fejlesztésért felelős Jon Rubinstein azonban úgy gondolta, hogy ez „csillagászati” költségű volna, így hetekkel késleltetné a projektet, ezért megvétózta az ötletet. Ive úgy vélte, ez a megközelítés innováció ellenes. A mérnökök Rubinstein mellé álltak. Ám Jobs az általa a céghez hozott dizájner érvelését fogadta el.

Az eredeti Power Mac G4-et a Seybold konferencián mutatták be San Franciscóban 1999. augusztus 31-én. Két változat volt, hivatalos elnevezése Power Macintosh G4 (PCI Graphics), 350 és 400 MHz-es konfigurációkkal, valamint Power Mac G4 (AGP Graphics), 350, 400, 450 és 500 MHz-es konfigurációkkal. A PCI Graphics modell volt az utolsó, amely a teljes „Power Macintosh“ nevet használta. A köznyelvben a Power Mac G4 első generációját „Graphite“-ként emlegetik. Az elnevezés forrása a ház színvilága, amely hivatalosan a Power Mac G4-el debütált, két hónappal megelőzve a grafit iMac DV Special Editiont.
Az Apple eredetileg 1999 októberében tervezte az 500 MHz-es konfiguráció szállítását, de a CPU-k gyenge teljesítménye miatt ezt kénytelenek voltak elhalasztani. Ekkor az Apple minden konfigurációban 50 MHz-cel csökkentette a processzor órajelét, ami némi vitát váltott ki, mert nem csökkentették ennek megfelelően az árakat.
A korai 400 MHz-es (később 350 MHz-es) PCI-alapú változat a Power Macintosh G3 (kék-fehér) számítógépekben használt alaplappal megegyező alaplapot használt, beleértve a ZIF (Zero Insertion Force) processzorfoglalatokat. A grafit színű tokban az új Motorola PowerPC 7400 (G4) CPU került. A nagyobb sebességű, „Sawtooth“ (fűrészfog) kódnevű modellekben nagymértékben módosított alaplap került, a 66 MHz-es PCI bővítőhely helyére került az AGP 2x grafikus processzor. A PCI változat 1999 decemberében megszűnt. A 400 MHz-es modell belső használatú kódneve „Yikes!“ volt.
A gépek alapfelszereltségként tartalmaztak DVD-ROM meghajtókat. A 400 és 450 MHz-es változatok alapfelszereltségeként 100 MB-os Zip-meghajtók voltak, a 350 MHz-es Sawtooth-on pedig opcióként. Ez a sorozat 100 MHz-es rendszerbusszal és négy PC100 SDRAM bővítőhellyel rendelkezett, akár 2 GB RAM-ig (1,5 GB Mac OS 9 alatt). Az AGP Power Mac gépek voltak az elsők, amelyek AirPort bővítőhelyet és DVI videoportot tartalmaztak. A számítógépek összesen három merevlemezt, két 128 GB-os ATA merevlemezt és legfeljebb egyetlen 20 GB-os SCSI merevlemezt kaphattak, utóbbihoz szükség volt egy SCSI-kártya beépítésére.
Az 500 MHz-es változatot 2000. február 16-án mutatták be újra, a 400 és 450 MHz-es modellek kíséretében. Az Apple videoszerkesztő és vágó alkalmazása, az iMovie ingyen letölthető lett PowerBook és Power Mac gépekre.
A Power Mac G4 (Gigabit Ethernet) modellt a Macworld Expo New York-i kiállításon mutatták be 2000. július 19-én. Az új változat kétprocesszoros, – 450 vagy 500 MHz-es –, de bemutattak egy alsó kategóriás, 400 MHz-es egyprocesszoros modellt is. A duál-processzoros gépeken az Apple fejlesztése Mystic kódnéven dolgozott.
Ez volt az első személyi számítógép, amely alapfelszereltségként tartalmazta a gigabites Ethernetet. A legtöbben ezt a változatot átmeneti kiadásnak tekintették, mert nem voltak elérhetők a magasabb órajelű G4-ek. A Motorola XPC107 „Grackle“ PCI/Memory vezérlője megakadályozta, hogy a G4 meghaladja az 500 MHz-es sebességet. A duál 500 MHz-es modellek DVD-RAM optikai meghajtókkal rendelkeztek. A Zip-meghajtók minden modellen opcionálisak voltak. Ezek a modellek bemutatták az Apple saját fejlesztésű Apple Display Connector videoportját is.

### 2. generáció: Digital Audio/QuickSilver

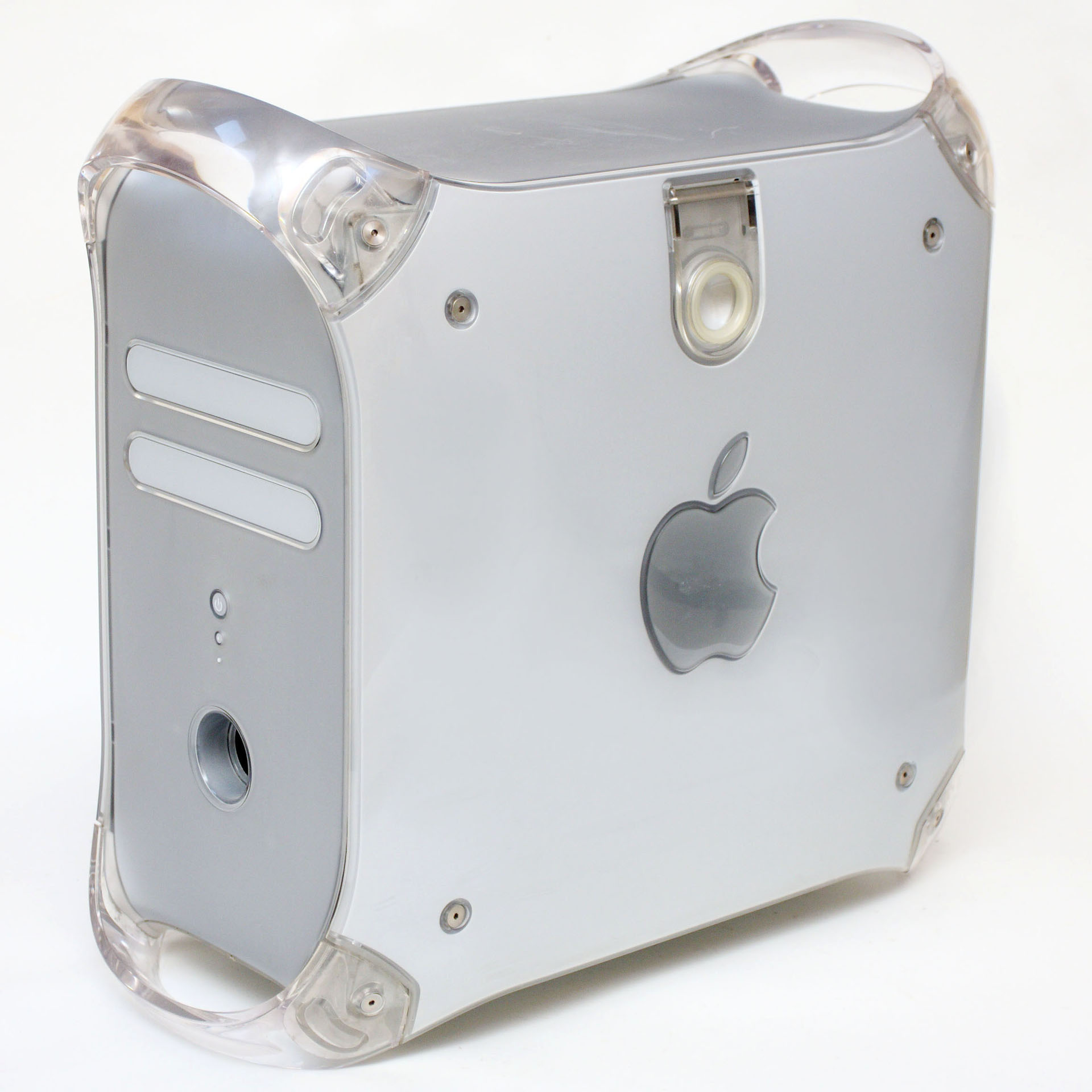
Power Mac G4 QuickSilver. A ház hasonlított az előző „Graphite” házhoz, de új világosszürke és ezüst színű – innen a neve. A Quicksilver egyik jelentése higany

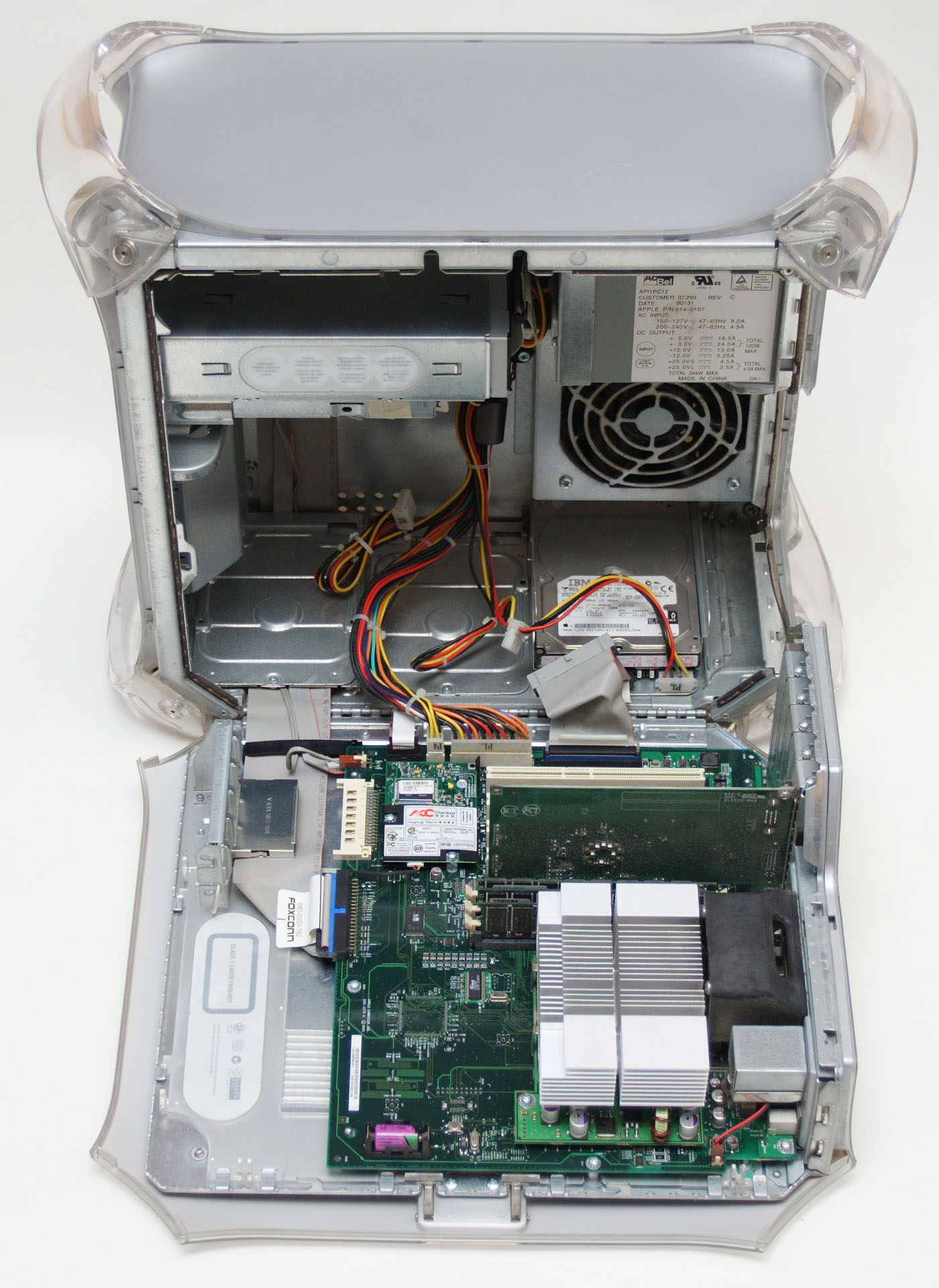
Power Mac G4 QuickSilver – akár működés közben is lenyitható – oldalával. Érdemes összehasonlítani a belső elrendezést a lentebb látható MDD elrendezéssel, látható a jelentős áttervezés

2001. január 9-én debütált az új Power Macintosh G4 (Digital Audio). A PM G4 gépeket a zárójelben írt név-rész különbözteti meg egymástól, ez a név-rész a gép technikai újdonságára utal. Megújult az alaplap, de megmaradt a „Graphite“ ház. A Motorola továbbfejlesztette a PowerPC G4-et a gyorsabb órajel-frekvenciák elérése érdekében. Az újdonságok közé tartozott a negyedik PCI bővítőhely, a 133 MHz-es rendszerbusz, a továbbfejlesztett 4X AGP bővítőhely és az új „digitális audio“ Tripath Class T erősítős hangrendszer. A modelleket egy processzorral 466 és 533, két processzorral 533, 667 és 733 MHz-es konfigurációkban kínálták, utóbbi kettő a legújabb PowerPC 7450 processzorral. A RAM bővítőhelyek számát háromra csökkentették, a gép akár 1,5 gigabájt PC133 SDRAM kezelésére is képes volt.
A 733 MHz-es modell volt az első Macintosh, amely beépített DVD-R-t vagy Apple SuperDrive tartalmazott, a sorozat többi része pedig az első Mac-ek, amelyek CD-RW-meghajtóval rendelkeztek. Az optikai meghajtó fontos volt az akkori digitális tartalom létrehozásához, amelynek hordozója CD, illetve DVD volt. Az Apple e gépek bemutatásakor bővítette az iLife alkalmazás-csomagját az iDVD alkalmazással, mely DVD alapú multimédiás tartalom létrehozására szolgált.
A Macworld Expo New York-i kiállításon 2001. július 18-án új Power Macet mutattak be, amely a kozmetikailag újratervezett, QuickSilver néven ismert házat és a specifikációk különféle frissítéseit tartalmazza. A QuickSilver egy proesszorral 733 és 867, két processzorral 800 MHz-es konfigurációkban volt elérhető. A 733 MHz-es modell nem rendelkezett L3 gyorsítótárral. A SuperDrive a középkategóriás 867 MHz-es modellbe került, az UltraATA/100 merevlemezek egységesen, minden QuickSilver gépbe b került. A belső hangszórót Harman/Kardon hangszóróval frissítették.
A MacWorld elemzésében a QuickSilvert bírálta, mert eltávolították az optikai lemez „kiadó” gombot (szoftveresen lehetett kiadatni a CD-t vagy DVD-t). A szakcikk írójának nem tetszett a külső monitor tápcsatlakozó megoldása. Szóvátette, hogy az alapspecifikációs memória, 128 MB RAM, nem elegendő a Mac OS X futtatásához.
A bírálat ellenére a Power Mac G4 siker volt, az Apple 2000-2001-es pénzügyi évben 649 000 Power Macet értékesített.
A frissített QuickSilver gépeket – Power Mac G4 (QuickSilver 2002) –, 2002. január 28-án mutatta be at Apple. Az egy processzoros verzió 800 és 933, a duál-processzoros 1 GHz-es órajellel működött. Ez volt az első Mac, amely elérte az 1 GHz-et. Az alsó kategóriás 800 MHz-es modell ismételten nem tartalmazott L3 gyorsítótárat. A frissített QuickSilver gépek grafikáját Nvidia GeForce4 Ti/MX vagy ATI Radeon 7500 grafikus kártya biztosította. Ezen modellek némelyike 48 bites LBA-val rendelkező ATA-vezérlőkkel rendelkezett, amelyek a 128 GB-nál nagyobb merevlemez-meghajtókat is kezeltek.

### 3. generáció: Mirrored Drive Doors/FireWire 800

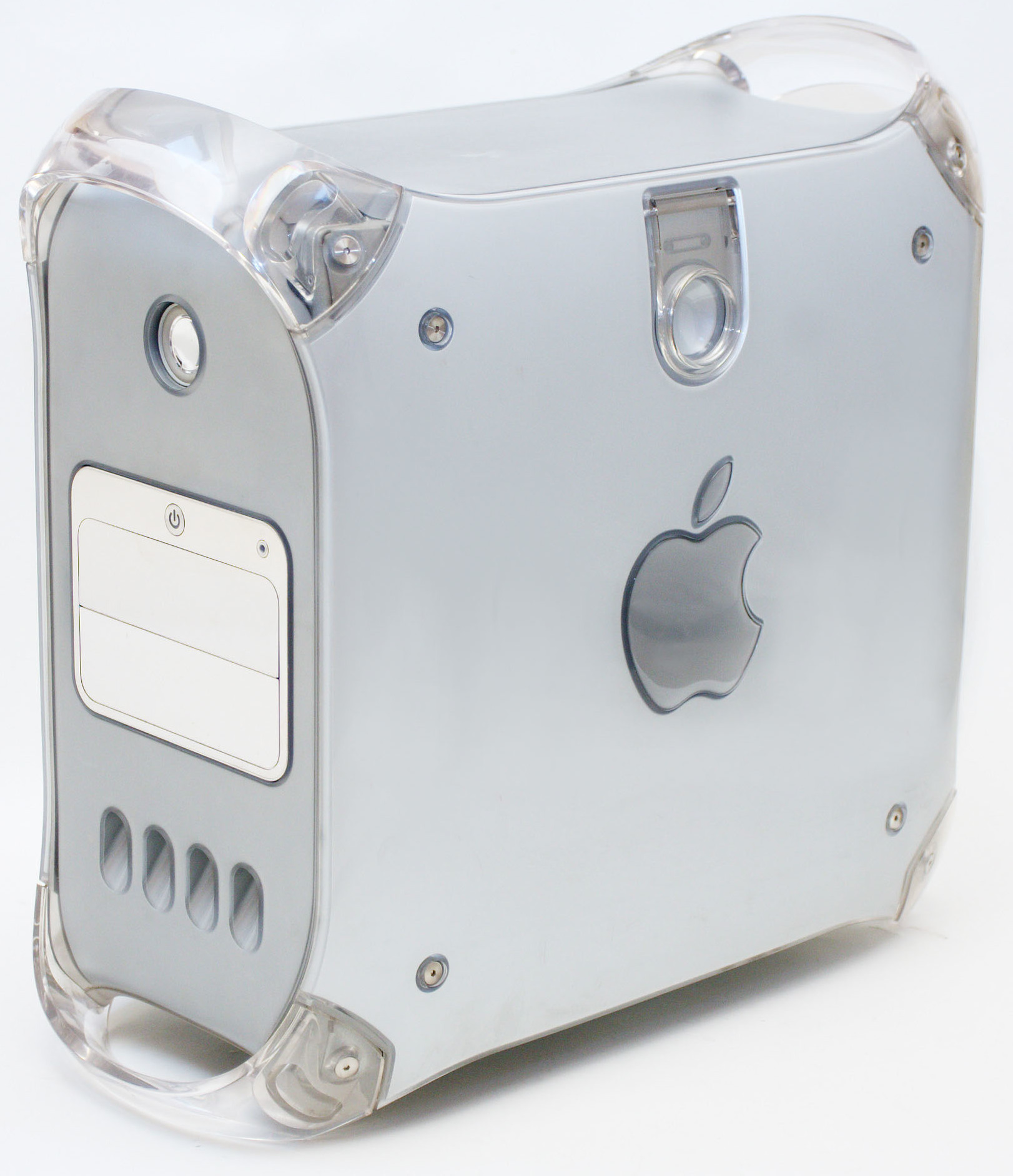
Power Mac G4 Mirrored Drive Doors (MDD)

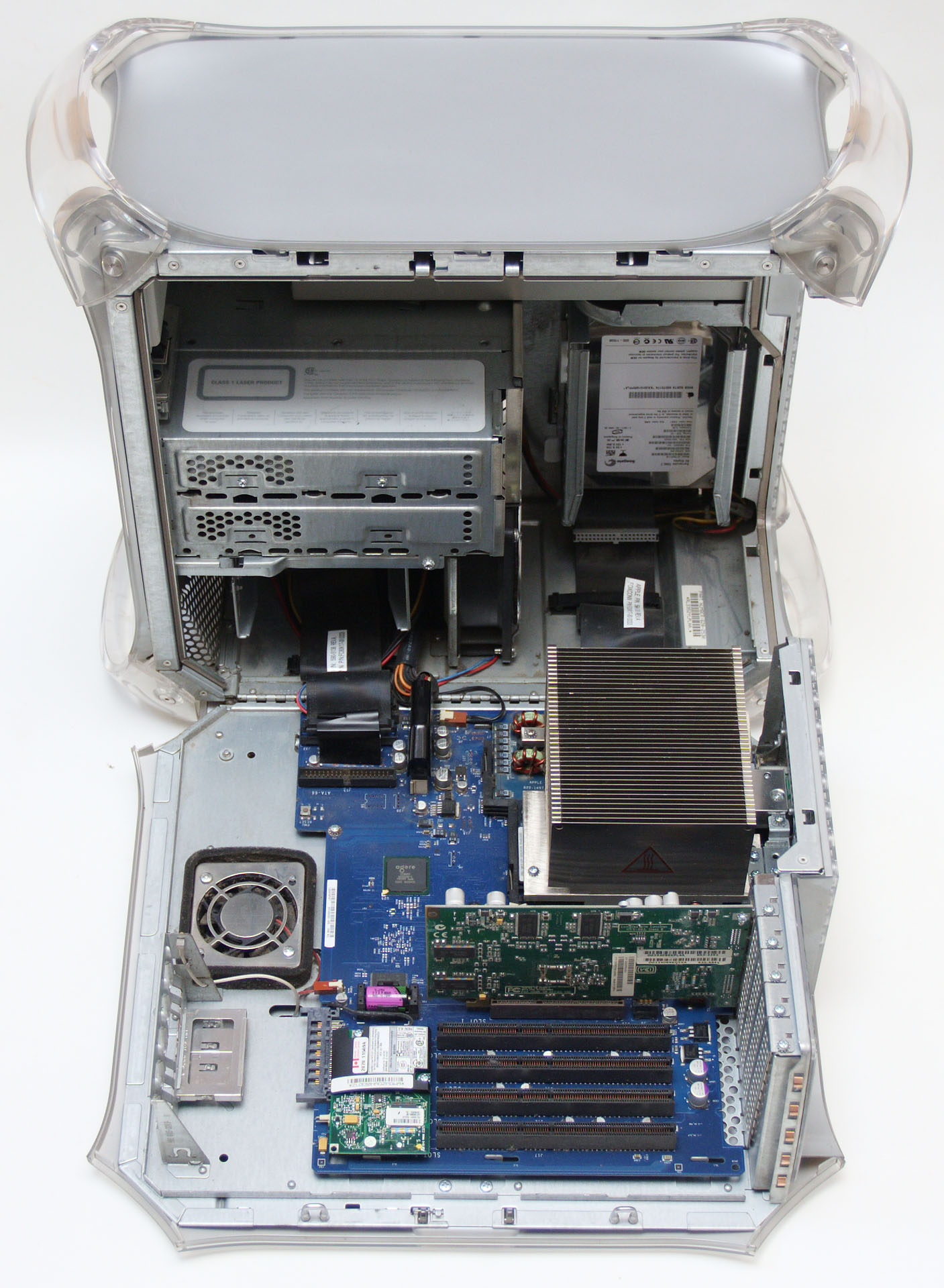
Power Mac G4 MDD belseje. Érdemes összehasonlítani a belső elrendezést a fentebb látható Quicksilver elrendezéssel, látható a jelentős áttervezés

2002. augusztus 13-án mutatták be a Power Mac G4-ek harmadik generációját. A hivatalos nevén Power Mac G4 (Mirrored Drive Doors) új, Xserve-eredetű DDR-alaplap-architektúrát és új házkialakítást hozott. Minden modell kétprocesszoros konfigurációban volt elérhető, 867 MHz-en, 1 vagy 1,25 GHz-en. Az Xserveshez hasonlóan a használt PowerPC 7455 CPU nem rendelkezett DDR frontside busszal. Emiatt a 133 MHz-es frontside bus modellek CPU-ja az új rendszer elméleti memória sávszélességének legfeljebb felét tudta használni, ami nem jelentett előrelépést a korábbi modellekhez képest.
A Power Mac G4 sorozat utolsó frissítése 2003. január 28-án történt meg. A bemutatott 1,25 GHz-es modell lett az utolsó egyprocesszoros Power Mac G4. A duál 1,42 GHz-es PowerPC 7455 processzoros gép a korábbi DDR-modellekben nem látott funkciókkal bővült: FireWire 800 csatlakozó, opcionális Bluetooth és opcionálisan AirPort.
A PM G4 Firewire gépek már csak az új Mac OS X operációs rendszerrel voltak használhatók. A Power Mac G5 2003. június 23-i piacra dobásakor az Apple gyártásban tartotta a 2002. augusztusában bemutatott Power Mac G4-et, mert jelentős kereslet volt az előző operációs rendszert – Mac OS 9.x – használó gépek iránt. A PM G4 alacsony ára és a Power Mac G5 tömeges megvásárolhatósága között eltelt viszonylag rövid idő alatt jelentős mennyiséget adtak el. A PM G4 gyártása 2004. június 27-én leállt, a fennmaradó készletet felszámolták, leállításával véget ért a húsz évet megélt Classic Mac OS támogatása.

## Power Mac G4 technikai adatok
A táblázat nem tartalmazza az összes műszaki paramétert. Az egyes modelleknél a bemutatáskor érvényes adatokat soroljuk fel, a későbbi frissítéseket nem. Az adatok az Apple adatlapjáról származnak, a hiányzó adatok az Everymac.com oldalról és a Mactracker alkalmazásból valók. A táblázatban szándékosan nem szerepelnek a Power Macintosh, a Power Macintosh G3 és G5 számítógépek, viszont tartalmazza a G4-es processzorú Cube-ot.

| Gép nevebemutatva kivezetveoperációs rendszer                                                | Méretmagasság szélesség mélység súly | Processzor processzor, @órajel, L1 és L2 cacherendszerbusz                     | Memóriaalap max. @sebességhely, típus             | Háttértármerevlemezkülső adathordozó | Grafikavideokártyamemória, típusvideókimenet felbontása (képpont) | Fontosabb csatlakozókBővítő helyek                                                               |
| -------------------------------------------------------------------------------------------- | ------------------------------------ | ------------------------------------------------------------------------------ | ------------------------------------------------- | ------------------------------------ | ----------------------------------------------------------------- | ------------------------------------------------------------------------------------------------ |
| PM G4 400 (PCI)1999. augusztus 31. 1999. október 13.System 8.6                               | 431 x 226 x 467 13,6 kg              | PowerPC 7400 (G4) @400 MHz L1: 64k L2/L3:1 MB (backside)Busz: @100 MHz         | 64 MB max: 1 GB @100 MHz4 hely, PC100 SDRAM       | 10 GB HDD32x CD-ROM                  | Rage 12816 MB SDRAM1600x1200                                      | 10/100Base-T 2x USB 1.1 2x FireWire 4003x PCI5x 3,5"                                             |
| PM G4 450 (AGP)1999. augusztus 31. 2000. július 19.System 8.6                                | 431 x 226 x 467 13,6 kg              | PowerPC 7400 (G4) @450 MHz L1: 64k L2/L3:1 MB (backside)Busz: @100 MHz         | 128 MB max: 2 GB @100 MHz4 hely, PC100 SDRAM      | 20, 27 GB HDD5x DVD-ROM, RAM         | Rage 12816 MB SDRAM1600x1200                                      | 10/100Base-T 2x USB 1.1 3x FireWire 4003x PCI AirPort hely5x 3,5"                                |
| PM G4 500 (AGP)1999. augusztus 31. 2000. július 19.System 8.6                                | 431 x 226 x 467 13,6 kg              | PowerPC 7400 (G4) @500 MHz L1: 64k L2/L3:1 MB (backside)Busz: @100 MHz         | 256 MB max: 2 GB @100 MHz4 hely, PC100 SDRAM      | 27 GB HDD5x DVD-RAM                  | Rage 128 Pro16 MB SDRAM1920x1200                                  | 10/100Base-T 2x USB 1.1 3x FireWire 4003x PCI AirPort hely5x 3,5"                                |
| PM G4 350 (PCI)1999. október 13. 1999. december 2.System 8.6                                 | 431 x 226 x 467 13,6 kg              | PowerPC 7400 (G4) @350 MHz L1: 64k L2/L3:1 MB (backside)Busz: @100 MHz         | 64 MB max: 1 GB @100 MHz4 hely, PC100 SDRAM       | 10 GB HDD32x CD-ROM                  | Rage 12816 MB SDRAM1600x1200                                      | 10/100Base-T 2x USB 1.1 2x FireWire 4003x PCI5x 3,5"                                             |
| PM G4 400 (AGP)1999. október 13. 2000. február 16.System 8.6                                 | 431 x 226 x 467 13,6 kg              | PowerPC 7400 (G4) @400 MHz L1: 64k L2/L3:1 MB (backside)Busz: @100 MHz         | 64 MB max: 2 GB @100 MHz4 hely, PC100 SDRAM       | 10, 20 GB HDD5x DVD-ROM              | Rage 12816 MB SDRAM1600x1200                                      | 10/100Base-T 2x USB 1.1 3x FireWire 4003x PCI AirPort hely5x 3,5"                                |
| PM G4 350 (AGP)1999. december 2. 2000. február 16.System 8.6                                 | 431 x 226 x 467 13,6 kg              | PowerPC 7400 (G4) @350 MHz L1: 64k L2/L3:1 MB (backside)Busz: @100 MHz         | 64 MB max: 2 GB @100 MHz4 hely, PC100 SDRAM       | 10 GB HDD5x DVD-ROM                  | Rage 128 Pro16 MB SDRAM1920x1200                                  | 10/100Base-T 2x USB 1.1 3x FireWire 4003x PCI AirPort hely5x 3,5"                                |
| PM G4 400 (Gigabit Ethernet)2000. július 19. 2001. január 9.System 9.0.4                     | 431 x 226 x 467 13,6 kg              | PowerPC 7400 (G4) @400 MHz L1: 64k L2/L3:1 MB (backside)Busz: @100 MHz         | 64 MB max: 2 GB @100 MHz4 hely, PC100 SDRAM       | 20 GB HDD5x DVD-ROM                  | Rage 128 Pro16 MB SDRAM1920x1200                                  | 10/100/1000Base-T 2x USB 1.1 2x FireWire 4003x PCI AirPort hely5x 3,5"                           |
| PM G4 450 DP (Gigabit Ethernet)2000. július 19. 2001. január 9.System 9.0.4                  | 431 x 226 x 467 13,6 kg              | 2x PowerPC 7400 (G4 @450 MHz L1: 64k L2/L3:1 MB (backside)Busz: @100 MHz       | 128 MB max: 2 GB @100 MHz4 hely, PC100 SDRAM      | 30 GB HDD5x DVD-ROM                  | Rage 128 Pro16 MB SDRAM1920x1200                                  | 10/100/1000Base-T 2x USB 1.1 2x FireWire 4003x PCI AirPort hely5x 3,5"                           |
| PM G4 500 DP (Gigabit Ethernet)2000. július 19. 2001. január 9.System 9.0.4                  | 431 x 226 x 467 13,6 kg              | 2x PowerPC 7400 (G4 @500 MHz L1: 64k L2/L3:1 MB (backside)Busz: @100 MHz       | 256 MB max: 2 GB @100 MHz4 hely, PC100 SDRAM      | 40 GB HDD5x DVD-ROM, RAM             | Rage 128 Pro16 MB SDRAM1920x1200                                  | 10/100/1000Base-T 2x USB 1.1 2x FireWire 4003x PCI AirPort hely5x 3,5"                           |
| PM G4 450 Cube2000. július 19. 2001. július 3.System 9.0.4                                   | 249 x 196 x 196 6,4 kg               | PowerPC 7400 (G4) @450 MHz L1: 64k L2/L3:1 MB (backside)Busz: @100 MHz         | 64 max: 1.5 GB @100 MHz3 hely, PC100 SDRAM        | 20 GB HDD5x DVD-ROM                  | Rage 128 Pro16 MB SDRAM1920x1200                                  | 10/100Base-T 2x USB 1.1 2x FireWire 400AP1x 3,5"                                                 |
| PM G4 500 Cube2000. július 19. 2001. július 3.System 9.0.4                                   | 249 x 196 x 196 6,4 kg               | PowerPC 7400 (G4) @500 MHz L1: 64k L2/L3:1 MB (backside)Busz: @100 MHz         | 128 MB max: 1.5 GB @100 MHz3 hely, PC100 SDRAM    | 30 GB HDD5x DVD-ROM                  | Rage 128 Pro16 MB SDRAM1920x1200                                  | 10/100Base-T 2x USB 1.1 2x FireWire 400AP1x 3,5"                                                 |
| PM G4 466 (Digital Audio)2001. január 9. 2001. július 18.System 9.1                          | 431 x 226 x 467 13,6 kg              | PowerPC 7410 (G4) @466 MHz L1: 64k L2/L3:1 MB (backside)Busz: @133 MHz         | 128 MB max: 1.5 GB @133 MHz3 hely, PC133 SDRAM    | 30 GB HDD8x CD-RW                    | Rage 128 Pro16 MB SDRAM1920x1200                                  | 10/100/1000Base-T 2x USB 1.1 2x FireWire 4004x PCI AirPort hely5x 3,5"                           |
| PM G4 533 (Digital Audio)2001. január 9. 2001. július 18.System 9.1                          | 431 x 226 x 467 13,6 kg              | PowerPC 7410 (G4) @533 MHz L1: 64k L2/L3:1 MB (backside)Busz: @133 MHz         | 128 MB max: 1.5 GB @133 MHz3 hely, PC133 SDRAM    | 40 GB HDD8x CD-RW                    | GeForce2 MX32 MB SDRAM1920x1200                                   | 10/100/1000Base-T 2x USB 1.1 2x FireWire 4004x PCI AirPort hely5x 3,5"                           |
| PM G4 667 (Digital Audio)2001. január 9. 2001. március 8.System 9.1                          | 431 x 226 x 467 13,6 kg              | PowerPC 7450 (G4) @667 MHz L1: 64k L2/L3:256k (on chip), 1 MBBusz: @133 MHz    | 256 MB max: 1.5 GB @133 MHz3 hely, PC133 SDRAM    | 60 GB HDD8x CD-RW                    | GeForce2 MX32 MB SDRAM1920x1200                                   | 10/100/1000Base-T 2x USB 1.1 2x FireWire 4004x PCI AirPort hely5x 3,5"                           |
| PM G4 733 (Digital Audio)2001. január 9. 2001. július 18.System 9.1                          | 431 x 226 x 467 13,6 kg              | PowerPC 7450 (G4) @733 MHz L1: 64k L2/L3:256k (on chip), 1 MBBusz: @133 MHz    | 256 MB max: 1.5 GB @133 MHz3 hely, PC133 SDRAM    | 60 GB HDD2x SuperDrive               | GeForce2 MX32 MB SDRAM1920x1200                                   | 10/100/1000Base-T 2x USB 1.1 2x FireWire 4004x PCI AirPort hely5x 3,5"                           |
| PM G4 867 (QuickSilver)2001. július 18. 2002. január 28.System 9.2, X 10.0.4                 | 431 x 226 x 467 14,1 kg              | PowerPC 7450 (G4) @867 MHz L1: 64k L2/L3:256k (on chip), 2 MBBusz: @133 MHz    | 128 MB max: 1.5 GB @133 MHz3 hely, PC133 SDRAM    | 60 GB HDD2x SuperDrive               | GeForce2 MX32 MB SDRAM1920x1200                                   | 10/100/1000Base-T 2x USB 1.1 2x FireWire 4004x PCI AirPort hely5x 3,5"                           |
| PM G4 800 DP (QuickSilver)2001. július 18. 2002. január 28.System 9.2, X 10.0.4              | 431 x 226 x 467 14,1 kg              | 2x PowerPC 7450 (G4 @800 MHz L1: 64k L2/L3:256k (on chip), 2 MBBusz: @133 MHz  | 256 MB max: 1.5 GB @133 MHz3 hely, PC133 SDRAM    | 80 GB HDD2x SuperDrive               | GeForce2 MX TwinView64 MB SDRAM1920x1200                          | 10/100/1000Base-T 2x USB 1.1 2x FireWire 4004x PCI AirPort hely5x 3,5"                           |
| PM G4 800 (QuickSilver)2002. január 28. 2002. augusztus 13.System 9.2.2, X 10.1.2            | 431 x 226 x 467 13,6 kg              | PowerPC 7455 (G4) @800 MHz L1: 64k L2/L3:256k (on chip)Busz: @133 MHz          | 256 MB max: 1.5 GB @133 MHz3 hely, PC133 SDRAM    | 40 GB HDD24x CD-RW                   | Radeon 750032 MB DDR SDRAM1920x1200                               | 10/100/1000Base-T 2x USB 1.1 2x FireWire 4004x PCI AirPort hely5x 3,5"                           |
| PM G4 933 (QuickSilver)2002. január 28. 2002. augusztus 13.System 9.2.2, X 10.1.2            | 431 x 226 x 467 13,6 kg              | PowerPC 7455 (G4) @933 MHz L1: 64k L2/L3:256k (on chip), 2 MBBusz: @133 MHz    | 256 MB max: 1.5 GB @133 MHz3 hely, PC133 SDRAM    | 60 GB HDD2x SuperDrive               | GeForce4 MX64 MB DDR SDRAM1920x1200                               | 10/100/1000Base-T 2x USB 1.1 2x FireWire 4004x PCI AirPort hely5x 3,5"                           |
| PM G4 1.0 DP (QuickSilver)2002. január 28. 2002. augusztus 13.System 9.2.2, X 10.1.2         | 431 x 226 x 467 13,6 kg              | 2x PowerPC 7455 (G4) @1 GHz L1: 64k L2/L3:256k (on chip), 2 MBBusz: @133 MHz   | 512 MB max: 1.5 GB @133 MHz3 hely, PC133 SDRAM    | 80 GB HDD2x SuperDrive               | GeForce4 MX64 MB DDR SDRAM1920x1200                               | 10/100/1000Base-T 2x USB 1.1 2x FireWire 4004x PCI AirPort hely5x 3,5"                           |
| PM G4 867 DP (Mirrored Drive Doors)2002. augusztus 13. 2003. január 28.System 9.2.2, X 10.2  | 431 x 226 x 467 19,1 kg              | 2x PowerPC 7455 (G4 @867 MHz L1: 64k L2/L3:256k (on chip), 1 MBBusz: @133 MHz  | 256 MB max: 2 GB @266 MHz4 hely, PC2100 DDR SDRAM | 60 GB HDD8x Combo Drive              | GeForce4 MX32 MB DDR SDRAM1920x1200                               | 10/100/1000Base-T 2x USB 1.1 2x FireWire 4004x PCI AirPort hely4x 3,5", 2x 5.25"                 |
| PM G4 1.0 DP (Mirrored Drive Doors)2002. augusztus 13. 2003. január 28.System 9.2.2, X 10.2  | 431 x 226 x 467 19,1 kg              | 2x PowerPC 7455 (G4 @1 GHz L1: 64k L2/L3:256k (on chip), 1 MBBusz: @167 MHz    | 256 MB max: 2 GB @333 MHz4 hely, PC2700 DDR SDRAM | 80 GB HDD2x SuperDrive               | Radeon 9000 Pro64 MB DDR SDRAM1920x1200                           | 10/100/1000Base-T 2x USB 1.1 2x FireWire 4004x PCI AirPort hely4x 3,5", 2x 5.25"                 |
| PM G4 1.25 DP (Mirrored Drive Doors)2002. augusztus 13. 2003. január 28.System 9.2.2, X 10.2 | 431 x 226 x 467 19,1 kg              | 2x PowerPC 7455 (G4 @1,25 GHz L1: 64k L2/L3:256k (on chip), 2 MBBusz: @167 MHz | 512 MB max: 2 GB @333 MHz4 hely, PC2700 DDR SDRAM | 120 GB HDD2x SuperDrive              | Radeon 9000 Pro64 MB DDR SDRAM1920x1200                           | 10/100/1000Base-T 2x USB 1.1 2x FireWire 4004x PCI AirPort hely4x 3,5", 2x 5.25"                 |
| PM G4 1.0 (FireWire)2003. január 28. 2003. június 23.System X 10.2.3                         | 431 x 226 x 467 19,1 kg              | PowerPC 7455 (G4) @1 GHz L1: 64k L2/L3:256k (on chip), 1 MBBusz: @133 MHz      | 256 MB max: 2 GB @266 MHz4 hely, PC2100 DDR SDRAM | 60 GB HDD12x Combo Drive             | GeForce4 MX64 MB DDR SDRAM1920x1200                               | 10/100/1000Base-T 2x USB 1.1 2x FireWire 400 1x FireWire 8004x PCI AirPort hely4x 3,5", 2x 5.25" |
| PM G4 1.25 DP (FireWire)2003. január 28. 2003. június 23.System X 10.2.3                     | 431 x 226 x 467 19,1 kg              | 2x PowerPC 7455 (G4 @1,25 GHz L1: 64k L2/L3:256k (on chip), 1 MBBusz: @167 MHz | 256 MB max: 2 GB @333 MHz4 hely, PC2700 DDR SDRAM | 80 GB HDD12x Combo Drive             | Radeon 9000 Pro64 MB DDR SDRAM1920x1200                           | 10/100/1000Base-T 2x USB 1.1 2x FireWire 400 1x FireWire 8004x PCI AirPort hely4x 3,5", 2x 5.25" |
| PM G4 1.42 DP (FireWire)2003. január 28. 2003. június 23.System X 10.2.3                     | 431 x 226 x 467 19,1 kg              | 2x PowerPC 7455 (G4 @1,42 GHz L1: 64k L2/L3:256k (on chip), 2 MBBusz: @167 MHz | 512 MB max: 2 GB @333 MHz4 hely, PC2700 DDR SDRAM | 120 GB HDD4x SuperDrive              | Radeon 9000 Pro64 MB DDR SDRAM1920x1200                           | 10/100/1000Base-T 2x USB 1.1 2x FireWire 400 1x FireWire 8004x PCI AirPort hely4x 3,5", 2x 5.25" |
| PM G4 1.25 (Mirrored Drive Doors)2003. június 23. 2004. június 9.System 9.2.2, X 10.2        | 431 x 226 x 467 19,1 kg              | PowerPC 7455 (G4) @1,25 GHz L1: 64k L2/L3:256k (on chip), 1 MBBusz: @167 MHz   | 256 MB max: 2 GB @333 MHz4 hely, PC2700 DDR SDRAM | 80 GB HDD12x Combo Drive             | Radeon 9000 Pro64 MB DDR SDRAM1920x1200                           | 10/100/1000Base-T 2x USB 1.1 2x FireWire 4004x PCI AirPort hely4x 3,5", 2x 5.25"                 |

## Power Macintosh G3 G4 G5 számítógépek az időben
| A Power Macintosh G3 G4 G5 számítógépek idővonalon |
| --- |
| |
| A színek kezdete a bemutató időpontja, a forgalmazás több esetben is hónapokkal később kezdődött. Megeshet, hogy egy csík végét kitakarja egy másik csík eleje. Előfordul, hogy a gyártás befejezését követően még egy ideig forgalomban marad a gép adott verziója. Az Apple adatlapokon nem szereplő adatok forrása az EveryMac. |